# Термоакустика
Термоакустика — раздел акустики, изучающий взаимодействие тепла и звука. Способы возбуждения звука при помощи тепла описаны в 1877 году Рэлем в книге «Теория звука». В 1950-х годах интерес к изучению термоакустических колебаний вызван необходимостью изучения неустойчивостей в камерах сгорания установок с большими перепадами температур. В 1970-х годах Н. Ротт открыл, что звуковое поле может создавать однонаправленный поток тепла.
В настоящее время создаются как термоакустические двигатели так и термоакустические холодильники, а также другие устройства, использующие термоакустические эффекты, например громкоговорители.

## Термоакустические эффекты
Различают прямой и обратный термоакустический эффект. Прямой термоакустический эффект впервые был сформулирован Лордом Рэлеем: «Если газу в момент наибольшего сжатия сообщить тепло, а в момент наибольшего разрежения тепло отобрать, то это стимулирует акустические колебания». Таким образом, прямой термоакустический эффект описывает условия преобразования тепловой энергии в акустическую. 
Обратный термоакустический эффект — это использование энергии акустической волны для формирования градиента температур в пористой среде. Впервые он был обнаружен Гиффордом и Ладсвортом и апробирован для создания холодильника на основе стоячей звуковой волны. Несмотря на близость термодинамического цикла в термоакустических устройствах к циклу Стирлинга, степень сжатия газа в них значительно меньше, чем у машин Стирлинга, что связано со структурой акустической волны. По этой причине плотность энергетического потока в них меньше, а значит перспектива использования их в качестве высокомощных двигателей меньше, чем у двигателей Стирлинга. Вместе с тем, отсутствие поршней в таких устройствах увеличивает КПД при малой производительности. Всё это сводится к тому, что наиболее коммерчески востребованными термоакустическими устройствами сегодня являются не двигатели, а криогенные минихолодильники. С учётом того, что ресурс таких систем определяется только ресурсом компрессора, с начала 21 века практически все крупные производители криогенных систем для космоса перешли на термоакустические криогенные системы (пульсационные трубы) с электрическим компрессором. Некоторые такие рекордсмены проработали в космосе более 100 000 часов.